# Соннек, Оскар
О́скар Джордж Теодо́р Со́ннек (англ. Oscar George Theodore Sonneck; 6 октября 1873, Джерси-Сити, Нью-Джерси, США — 30 октября 1928, Нью-Йорк, Нью-Йорк США) — американский музыковед, библиограф и композитор.

## Биография
Изучал философию в университетах Гейдельберга, Мюнхена, Франкфурта и Зондерсхаузена. Среди его педагогов: Адольф Зандбергер, Карл Штумпф и Альбин Шрёдер. В 1902—1917 годах работал в музыкальном отделе Библиотеки Конгресса, где составил каталог хранящихся в ней партитур. Был главным редактором (с 1915 года) и заместителем главного редактора журнала «The Musical Quarterly» (с 1917 года). С 1919 года секретарь и библиотекарь Бетховенского Общества Нью-Йорка Beethoven (англ. Society of New York). В 1921 году становится вице-президент издательства «G. Schirmer Inc.». Соннек писал книги и статьи о Людвиге ван Бетховене, американской музыке; был составителем каталогов изданий сочинений Эдуарда Мак-Доуэлла, Стивена Фостера и других американских композиторов. Автор камерно-инструментальных, фортепианных и вокальных сочинений.
Его имя с 1975 года носит Американское музыкальное общество (Society for American Music).

## Сочинения
- A Bibliography of Early Secular American Music (1905, 2-я ред. 1945)
- Francis Hopkins and James Lyon (1905)
- Early Concert-Life in America (1907)
- The Star-Spangled Banner (1914)
- Catalogue of Opera Librettos Printed before 1800 (в 2-х т., 1914)
- Early Opera in America (1915)